# Thomas Dancer
Thomas Dancer (1750 – 1811) foi médico e naturalista britânico.